# Міста Оману
Міста Оману.

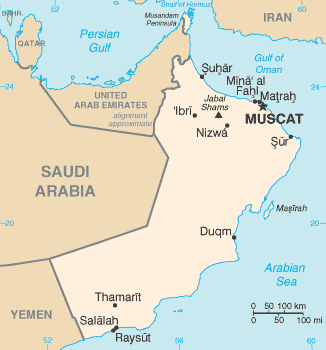
Map of Oman

У Омані налічується 33 міста із населенням більше 10 тисяч мешканців. 5 міст мають населення 100-500 тисяч, 1 - 50 - 100 тисяч, 8 - 25-50 тисяч.
Нижче перелічено 10 найбільших міст 
| Назва       | Населення (2010) |
| ----------- | ---------------- |
| Ес-Сіб      | 299 800          |
| Баушар      | 189 600          |
| Матрах      | 150 124          |
| Салала      | 147 400          |
| Сухар       | 128 500          |
| Ель-Бураймі | 57 900           |
| Сур         | 46 900           |
| Нізва       | 45 500           |
| Ель-Чабура  | 41 800           |
| Ер-Рустак   | 40 900           |